# Liu Fang (Juristin)

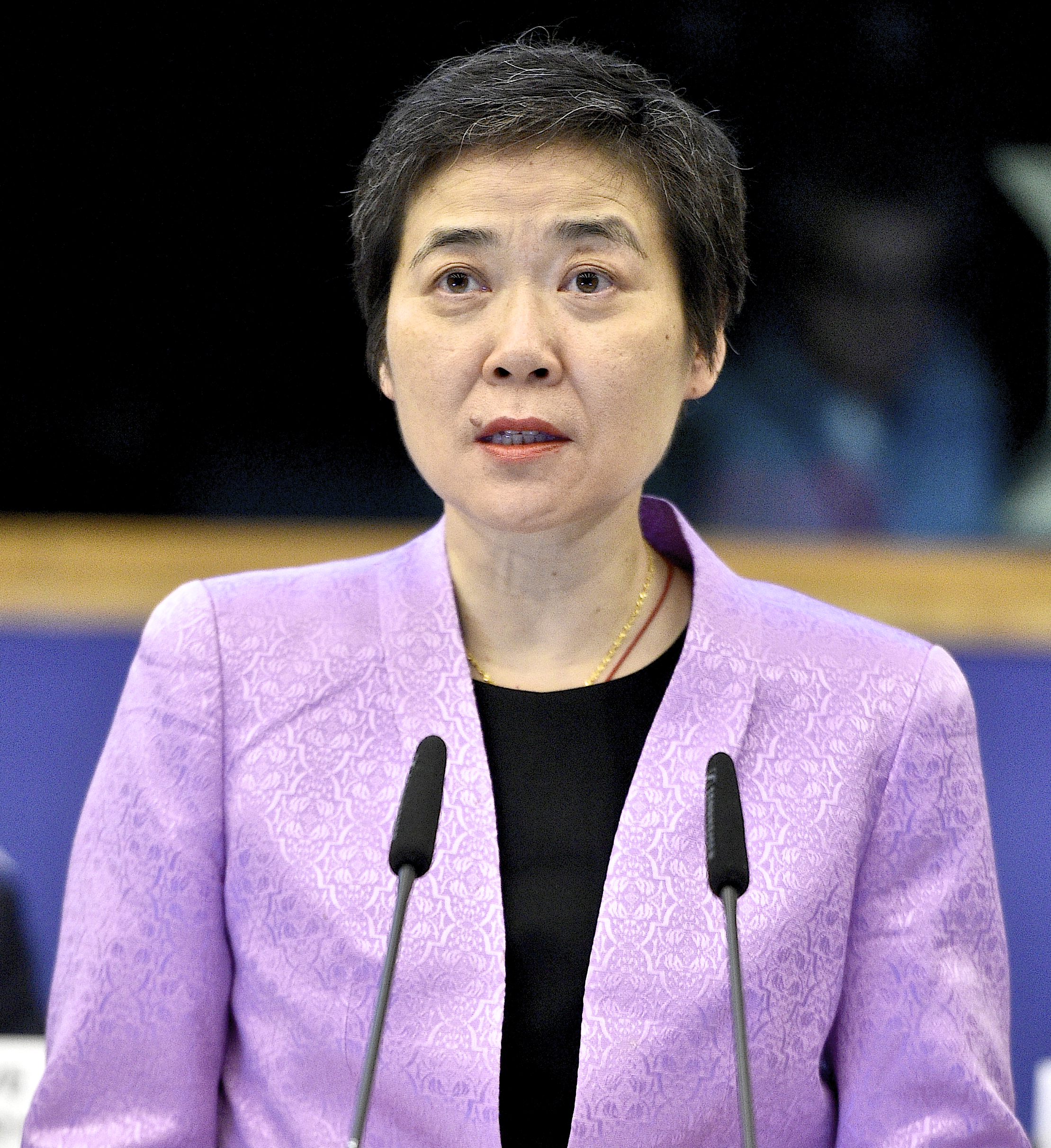
Liu Fang (2018)

Liu Fang (chinesisch 柳芳, Pinyin Liǔ Fāng; * Februar 1962) ist eine chinesische Juristin mit Spezialisierung auf Luft- und Weltraumrecht. Sie war von 2015 bis August 2021 Generalsekretärin der Internationalen Zivilluftfahrtorganisation (ICAO).

## Ausbildung
Liu Fang studierte zunächst Frankreichstudien an der Universität Nanjing mit einem Bachelorabschluss. Für einen Masterstudiengang im Fach Internationales Recht mit anschließender Promotion wechselte sie an die Universität Wuhan. Danach schloss sie an der niederländischen Universität Leiden einen Masterstudium in Luft- und Weltraumrecht ab.

## Zivile Luftfahrtbehörde Chinas
Von 1987 bis 2007 arbeitete Liu in der Hauptverwaltung der Zivilen Luftfahrtbehörde der Volksrepublik China (CAAC), wo sie  verantwortlich war für Chinas internationale Luftverkehrspolitik, darunter vor allem auch bilaterale und multilaterale Beziehungen zu internationalen und regionalen Organisationen wie die ICAO, die Welthandelsorganisation, die Asiatisch-Pazifische Wirtschaftsgemeinschaft (APEC), die Europäische Union und dem Verband Südostasiatischer Nationen (ASEAN).
Während ihrer Zeit bei der CAAC war Liu Vertreterin Chinas im Air Transport Regulation Panel der ICAO. Sie war auch als Expertin für Mediation und Konfliktschlichtung tätig und Chefunterhändlerin Chinas für bilaterale und multilaterale Vereinbarungen im Luftverkehrsbereich. Seit 2004 besitzt China die zweitgrößte Luftflotte der Welt.

## Internationale Zivilluftfahrtsorganisation
2007 wechselte sie zur ICAO und wurde dort Direktorin des Verwaltungsbüros. Sie war für eine umfangreiche Reorganisation verantwortlich und war auch Vertreterin der ICAO im  High-Level Committee on Management für das gesamte UN-System.
2015 wurde sie als erste Frau und als Nachfolgerin des Franzosen Raymond Benjamin für den Posten des Generalsekretärs der Internationalen Zivilluftfahrtorganisation (ICAO) nominiert. Sie trat ihr Amt am 1. August 2015 an. Am 16. März 2018 wurde sie vom 213. Rat der Internationalen Zivilluftfahrt-Organisation einstimmig für eine weitere 3-Jahres-Periode wiedergewählt.

### Kritik
Liu Fang stand während ihrer Amtszeit wegen ihres Umgangs mit Taiwan in der Kritik. Sie hatte den von der Volksrepublik China als abtrünnige Provinz angesehenen Inselstaat, der als international anerkannte Drehscheibe der zivilen Luftfahrt gilt, 2016 von der 27. ICAO-Sitzung ausgeschlossen. Während der COVID-19-Pandemie 2020 schloss sie Taiwan von der Krisenkoordination der ICAO aus und behinderte die Diskussion in der ICAO über diesen Vorgang.

### Amtsnachfolger
Am 1. August 2021 trat der kolumbianische Jurist Juan Carlos Salazar als Nachfolger Lius für drei Jahre den Amt des Generalsekretärs bei der Internationalen Zivilluftfahrtorganisation (ICAO) an.

## Quellnachweise
1. 1 2  柳芳连任国际民航组织秘书长 – „LIU Fang bleibt für eine weitere Periode im Amt des Generalsekretärs der internationalen Zivilluftfahrtorganisation – ICAO“. In: news.carnoc.com. Carnoc.com – 民航资源网, 16. März 2018, abgerufen am 2. März 2022 (chinesisch): „柳芳，女，1962年2月出生，武汉大学国际私法博士、硕士，荷兰莱顿大学航空及空间法硕士，南京大学法语言文学学士。 – LIU Fang, Frau, * Februar 1962, Doktor und Master des internationalen Rechts an der Universität Wuhan, Master des Luft- und Weltraumrecht an der Universität Leiden, Bachelor in der französischen Literatur an der Nanjing-Universität.“
2. 1 2 3 4  Congratulations to Dr. Liu Fang for Her New Appointment as the Secretary General of ICAO. In: shiac.org. Shanghai International Arbitration Center, 11. März 2015, abgerufen am 22. Juli 2019 (englisch).
3. 1 2 3  Biography: Fang Liu. (PDF-Datei; 265 kB) In: icao.int. ICAO, archiviert vom Original am 22. Februar 2018; abgerufen am 2. März 2022 (englisch, Kurzbiographie auf der Webpräsenz der ICAO).
4. ↑  Dr. Fang Liu of China Becomes First-Ever Woman Appointed Secretary General of ICAO. In: icao.int. Internationale Zivilluftfahrtorganisation – ICAO, 11. März 2015, abgerufen am 2. März 2022 (englisch).
5. ↑  huaxia (editor): Liu Fang re-elected ICAO secretary general. In: xinhuanet.com. Xinhua, 17. März 2018, archiviert vom Original (nicht mehr online verfügbar) am 22. Juli 2019; abgerufen am 2. März 2022 (englisch).
6. ↑  Marcel Grzanna: China und die UN: Wie die Chinesen die Vereinten Nationen unterwandern. In: zeit.de. 11. Juli 2023, abgerufen am 27. Januar 2024.
7. ↑  Biography: Juan Carlos Salazar. In: icao.int. ICAO, abgerufen am 22. März 2022 (englisch).
8. ↑  Mr. Juan Carlos Salazar – Secretary General. (PDF-Datei; 112 kB) In: icao.int. ICAO, abgerufen am 2. März 2022 (englisch).

| Personendaten    | Personendaten                                                |
| ---------------- | ------------------------------------------------------------ |
| NAME             | Liu, Fang                                                    |
| ALTERNATIVNAMEN  | Liǔ, Fāng (Pinyin); 柳芳 (chinesisch, Lang- und Kurzzeichen) |
| KURZBESCHREIBUNG | chinesische Juristin und UN-Beamtin                          |
| GEBURTSDATUM     | Februar 1962                                                 |